# Cachoeirinha (Rio Grande do Sul)
Cachoeirinha is een gemeente in de Braziliaanse deelstaat Rio Grande do Sul. De gemeente telt 127.318 inwoners (schatting 2017).

## Aangrenzende gemeenten
De gemeente grenst aan Alvorada, Canoas, Esteio, Gravataí, Porto Alegre en Sapucaia do Sul.